# Glena nepia
Glena nepia là một loài bướm đêm trong họ Geometridae.